# Pichincha (provincie)
Pichincha is een provincie in het noorden van Ecuador. De hoofdstad van de provincie is Quito. Dit is tevens de hoofdstad van het land. 
Naar schatting zijn er 3.116.111 inwoners in 2018, waarvan 75% in de hoofdstad woont.

## Kantons
De provincie is bestuurlijk onderverdeeld in acht kantons. Achter elk kanton wordt de hoofdplaats genoemd.
| Nr. | Kanton                   | Inwoners  | Oppervlakte | Hoofdplaats              | Inwoners  |
| --- | ------------------------ | --------- | ----------- | ------------------------ | --------- |
| 1   | Cayambe                  | 105.267   | 1.189 km²   | Cayambe                  | 44.559    |
| 2   | Mejía                    | 101.894   | 1.476 km²   | Machachi                 | 24.188    |
| 3   | Pedro Moncayo            | 40.483    | 332 km²     | Tabacundo                | 13.019    |
| 4   | Pedro Vicente Maldonado  | 15.475    | 620 km²     | Pedro Vicente Maldonado  | 7.162     |
| 5   | Puerto Quito             | 25.067    | 683 km²     | Puerto Quito             | 3.833     |
| 6   | Quito                    | 2.679.722 | 4.183 km²   | Quito                    | 1.763.275 |
| 7   | Rumiñahui                | 107.904   | 139 km²     | Sangolquí                | 96.647    |
| 8   | San Miguel de los Bancos | 13.661    | 839 km²     | San Miguel de los Bancos | 5.396     |

| Detailkaart |
| ----------- |
|             |
| Kantons     |